# Liste de films tournés dans le département des Alpes-de-Haute-Provence
Un certain nombre d'œuvres cinématographiques et télévisuelles ont été tournés dans le département des Alpes-de-Haute-Provence.
Voici une liste à compléter de films, téléfilms, feuilletons télévisés, films documentaires... tournés dans le département des Alpes-de-Haute-Provence classés par commune, lieu de tournage et date de diffusion.
- Haut – A
- B
- C
- D
- E
- F
- G
- H
- I
- J
- K
- L
- M
- N
- O
- P
- Q
- R
- S
- T
- U
- V
- W
- X
- Y
- Z

## A
- Allos :
  - 1952 : Jeux interdits de René Clément

- Archail :
  - 2011 : Et ils gravirent la montagne de Jean-Sébastien Chauvin

- Authon :
  - 1985 : Une femme ou deux de Daniel Vigne

## B
- Haut – A
- B
- C
- D
- E
- F
- G
- H
- I
- J
- K
- L
- M
- N
- O
- P
- Q
- R
- S
- T
- U
- V
- W
- X
- Y
- Z

- Barcelonnette :
  - 2003 : Rencontre avec le dragon d'Hélène Angel

- Barles :
  - 2005 : Les Courriers de la mort (téléfilm) de Philomène Esposito
  - 2011 : Et ils gravirent la montagne de Jean-Sébastien Chauvin

- Brunet :
  - 2010 : Le Sang des Atrides (téléfilm) de Bruno Gantillon, avec Victor Lanoux
  - 2011 : Le Tombeau d'Hélios (téléfilm) de Bruno Gantillon
  - 2016 : Mal de pierres de Nicole Garcia

## C
- Haut – A
- B
- C
- D
- E
- F
- G
- H
- I
- J
- K
- L
- M
- N
- O
- P
- Q
- R
- S
- T
- U
- V
- W
- X
- Y
- Z

- Castellane :
  - 1969 : L'Arbre de Noël de Terence Young[1]
  - 2022 : Là-haut perchés de Raphaël Mathié (tournage à Chasteuil)
- Céreste :
  - 2010 : Le Sang des Atrides (téléfilm) de Bruno Gantillon, avec Victor Lanoux
  - 2012 : Inquisitio (série télévisée) de Nicolas Cuche et Lionel Pasquier
  - 2016 : Mal de pierres de Nicole Garcia

- Le Chaffaut-Saint-Jurson :
  - 2003 : L'Affaire Dominici (téléfilm) de Pierre Boutron

- Château-Arnoux-Saint-Auban :
  - 1973 : L'Affaire Dominici de Claude Bernard-Aubert
  - 2017 : Visages, villages d'Agnès Varda et JR

- Châteauneuf-lès-Moustiers   :
  - 1986 : Lien de parenté de Willy Rameau

- Châteauneuf-Miravail :
  - 1995 : Le Hussard sur le toit de Jean-Paul Rappeneau
  - 2016 : Le Crime de César (téléfilm) de Bruno Gantillon

## D
- Haut – A
- B
- C
- D
- E
- F
- G
- H
- I
- J
- K
- L
- M
- N
- O
- P
- Q
- R
- S
- T
- U
- V
- W
- X
- Y
- Z

- Dauphin :
  - 2005 : Les Courriers de la mort (téléfilm) de Philomène Esposito

- Digne-les-Bains :
  - 1917 : Les Misérables de Frank Lloyd
  - 1976 : Une femme à sa fenêtre de Pierre Granier-Deferre
  - 1982 : Les Misérables de Robert Hossein
  - 2003 : L'Affaire Dominici (téléfilm) de Pierre Boutron
  - 2010 : La Terre de la folie de Luc Moullet

## E
- Haut – A
- B
- C
- D
- E
- F
- G
- H
- I
- J
- K
- L
- M
- N
- O
- P
- Q
- R
- S
- T
- U
- V
- W
- X
- Y
- Z

- Entrevaux :
  - 1938 : Gargousse d'Henry Wulschleger
  - 1951 : Juliette ou la Clé des songes de Marcel Carné
  - 2003 : Zodiaque (feuilleton télévisé) de Claude-Michel Rome

## F
- Haut – A
- B
- C
- D
- E
- F
- G
- H
- I
- J
- K
- L
- M
- N
- O
- P
- Q
- R
- S
- T
- U
- V
- W
- X
- Y
- Z

- Forcalquier :
  - 1960 : Crésus de Jean Giono, avec Fernandel et Paul Préboist
  - 1981 : Les Babas-cool de François Leterrier, avec Philippe Léotard, Christian Clavier, Marie-Anne Chazel et Martin Lamotte
  - 1988 : La Maison assassinée de Georges Lautner, avec Patrick Bruel[2]
  - 1995 : Le Hussard sur le toit de Jean-Paul Rappeneau, avec Gérard Depardieu, Juliette Binoche, Olivier Martinez et François Cluzet
  - 2003 : L'Affaire Dominici (téléfilm) de Pierre Boutron, avec Michel Serrault et Michel Blanc[3]
  - 2005 : Les Courriers de la mort (téléfilm) de Philomène Esposito
  - 2010 : Le Sang des Atrides (téléfilm) de Bruno Gantillon, avec Victor Lanoux[4].
  - 2011 : Le Tombeau d'Hélios (téléfilm) de Bruno Gantillon
  - 2012 : Le Secret des andrônes (téléfilm) de Bruno Gantillon, avec Victor Lanoux[5]
  - 2013 : Le Commissaire dans la truffière (téléfilm) de Bruno Gantillon, cinquième épisode de la série Commissaire Laviolette
  - 2015 : Les Charbonniers de la mort (téléfilm) de Véronique Langlois

## G
- Haut – A
- B
- C
- D
- E
- F
- G
- H
- I
- J
- K
- L
- M
- N
- O
- P
- Q
- R
- S
- T
- U
- V
- W
- X
- Y
- Z

- Ganagobie :
  - 1954 : Les Lettres de mon moulin de Marcel Pagnol
  - 2003 : L'Affaire Dominici (téléfilm) de Pierre Boutron

- Gréoux-les-Bains :
  - 1960 : Crésus de Jean Giono

## H
- L'Hospitalet :
  - 1960 : Crésus de Jean Giono

## L
- Haut – A
- B
- C
- D
- E
- F
- G
- H
- I
- J
- K
- L
- M
- N
- O
- P
- Q
- R
- S
- T
- U
- V
- W
- X
- Y
- Z

- Le Lauzet-Ubaye :
  - 1958 : L'Eau vive de François Villiers

- Parc naturel régional du Luberon :
  - 2006 : Gaspard le bandit (téléfilm) de Benoît Jacquot

- Montagne de Lure :
  - 1960 : Crésus de Jean Giono

- Lurs :
  - 1973 : L'Affaire Dominici de Claude Bernard-Aubert

## M
- Haut – A
- B
- C
- D
- E
- F
- G
- H
- I
- J
- K
- L
- M
- N
- O
- P
- Q
- R
- S
- T
- U
- V
- W
- X
- Y
- Z

- Majastres :
  - 2002 : Les Naufragés de la D17 de Luc Moullet

- Mane :
  - 1988 : La Maison assassinée de Georges Lautner[6]
  - 1989 : Après la guerre de Jean-Loup Hubert
  - 2005 : Les Courriers de la mort (téléfilm) de Philomène Esposito
  - 2010 : Le Sang des Atrides (téléfilm) de Bruno Gantillon, avec Victor Lanoux
  - 2016 : Le Crime de César (téléfilm) de Bruno Gantillon
  - 2016 : Vincent de Christophe Van Rompaey

- Manosque :
  - 1960 : Crésus de Jean Giono
  - 1960 : Les Gens de lettres (court métrage) de Léonce Paillard et Henri Champetier
  - 1981 : Les Babas-cool de François Leterrier
  - 1995 : Le Hussard sur le toit de Jean-Paul Rappeneau
  - 1999 : En vacances d'Yves Hanchar
  - 2011 : Le Tombeau d'Hélios (téléfilm) de Bruno Gantillon

- Mézel :
  - 2003 : L'Affaire Dominici (téléfilm) de Pierre Boutron

- Mirabeau :
  - 1976 : Une femme à sa fenêtre de Pierre Granier-Deferre
  - 1986 : Jean de Florette de Claude Berri
  - 1986 : Manon des sources de Claude Berri

- Mison :
  - 1970 : La Maison des bories de Jacques Doniol-Valcroze
  - 2012 : Le Secret des andrônes (téléfilm) de Bruno Gantillon

- Montagnac-Montpezat :
  - 2006 : Camping Paradis (série télévisée) de Didier Albert

- Moustiers-Sainte-Marie :
  - 1952 : Jeux interdits de René Clément (Pont d'Aiguines)[7]
  - 1998 : Une chance sur deux de Patrice Leconte
  - 2006 : Camping Paradis (série télévisée) de Didier Albert
  - 2016 : Mal de pierres de Nicole Garcia

## N
- Noyers-sur-Jabron :
  - 1954 : Les Fruits sauvages d'Hervé Bromberger
  - 1975 : L'Agression de Gérard Pirès
  - 1995 : Le Hussard sur le toit de Jean-Paul Rappeneau
  - 2012 : Inquisitio (série télévisée) de Nicolas Cuche et Lionel Pasquier

## O
- Les Omergues :
  - 2016 : Le Crime de César (téléfilm) de Bruno Gantillon

## P
- Haut – A
- B
- C
- D
- E
- F
- G
- H
- I
- J
- K
- L
- M
- N
- O
- P
- Q
- R
- S
- T
- U
- V
- W
- X
- Y
- Z

- La Palud-sur-Verdon :
  - 1986 : Lien de parenté de Willy Rameau
  - 2002 : Les Naufragés de la D17 de Luc Moullet
  - 2016 : Père fils thérapie ! d'Émile Gaudreault

- Peipin :
  - 1973 : L'Affaire Dominici de Claude Bernard-Aubert

- Peyroules :
  - 1952 : Jeux interdits de René Clément[8]

- Peyruis :
  - 2011 : Le Tombeau d'Hélios (téléfilm) de Bruno Gantillon

- Puimoisson :
  - 1976 : Les Lavandes et le Réséda (téléfilm) de Jean Prat
  - 1978 : Les Lavandes et la Liberté (téléfilm) de Jean Prat
  - 1978 : Bataille pour les lavandes (téléfilm) de Jean Prat
  - 2016 : Mal de pierres de Nicole Garcia

## R
- Haut – A
- B
- C
- D
- E
- F
- G
- H
- I
- J
- K
- L
- M
- N
- O
- P
- Q
- R
- S
- T
- U
- V
- W
- X
- Y
- Z

- Redortiers :
  - 1960 : Crésus de Jean Giono
  - 1995 : Le Hussard sur le toit de Jean-Paul Rappeneau

- Reillanne :
  - 1967 : Mouchette de Robert Bresson
  - 1989 : Après la guerre de Jean-Loup Hubert
  - 2017 : Visages, villages d'Agnès Varda et JR
- Rougon :
  - 1985 : Les Spécialistes de Patrice Leconte
  - 2016 : Père fils thérapie ! d'Émile Gaudreault

## S
- Haut – A
- B
- C
- D
- E
- F
- G
- H
- I
- J
- K
- L
- M
- N
- O
- P
- Q
- R
- S
- T
- U
- V
- W
- X
- Y
- Z

- Saint-Étienne-les-Orgues :
  - 1960 : Crésus de Jean Giono[9]
  - 2001 : Les Âmes fortes de Raoul Ruiz

- Saint-Laurent-du-Verdon :
  - 2007 : L'Enfant au cœur de l'école (téléfilm) de Daniel Losset

- Saint-Martin-de-Brômes :
  - 2016 : Mal de pierres de Nicole Garcia

- Saint-Michel-l'Observatoire :
  - 1989 : Après la guerre de Jean-Loup Hubert
  - 1995 : L'Instit, épisode 20 : Le Chemin des étoiles de Claudio Tonetti

- Saint-Vincent-sur-Jabron :
  - 1995 : Le Hussard sur le toit de Jean-Paul Rappeneau
  - 2006 : Les Courriers de la mort (téléfilm) de Philomène Esposito
  - 2012 : Le Secret des andrônes (téléfilm) de Bruno Gantillon
  - 2016 : Le Crime de César (téléfilm) de Bruno Gantillon

- Lac de Sainte-Croix :
  - 1952 : Jeux interdits de René Clément (Pont d'Aiguines)[7]

- Saumane :
  - 1960 : Crésus de Jean Giono
- Lac de Serre-Ponçon :
  - 1958 : L'Eau vive de François Villiers
- Seyne :
  - 2002 : La Belle vie (court-métrage) de Stéphane Cazeres

- Simiane-la-Rotonde :
  - 1981 : Les Babas-cool de François Leterrier

- Sisteron :
  - 1951 : Juliette ou la Clé des songes de Marcel Carné
  - 1970 : La Maison des bories de Jacques Doniol-Valcroze
  - 1985 : Une femme ou deux de Daniel Vigne
  - 1995 : Le Hussard sur le toit de Jean-Paul Rappeneau
  - 2003 : L'Affaire Dominici (téléfilm) de Pierre Boutron
  - 2008 : C’est mieux la vie quand on est grand (téléfilm) de Luc Béraud
  - 2012 : Le Secret des andrônes (téléfilm) de Bruno Gantillon

## V
- Valbelle :
  - 2016 : Le Crime de César (téléfilm) de Bruno Gantillon

- Valensole :
  - 2007 : Dreams Link (série télévisée) de Tsang Lai Chun
  - 2016 : Mal de pierres de Nicole Garcia

- Valernes :
  - 1970 : La Maison des bories de Jacques Doniol-Valcroze

- Gorges du Verdon :
  - 1962 : La Rivière du hibou (court-métrage) de Robert Enrico
  - 1974 : Nans le berger (feuilleton télévisé) de Roland-Bernard
  - 1985 : Les Spécialistes de Patrice Leconte
  - 2010 : Un Balcon sur la mer de Nicole Garcia
  - 2016 : Père fils thérapie ! d'Émile Gaudreault